# فورت شرقی (آریزونا)
فورت شرقی (به انگلیسی: East Fort) یک منطقهٔ مسکونی در ایالات متحده آمریکا است که در آریزونا واقع شده‌است. فورت شرقی ۱٬۹۳۱ متر بالاتر از سطح دریا واقع شده‌است.